# Scuola Telecomunicazioni Forze Armate
La Scuola di Telecomunicazioni delle Forze Armate italiane (STELMILIT) di Chiavari è un'istituzione educativa improntata alla formazione e alla specializzazione dei militari delle Forze Armate italiane, in materia di telecomunicazioni e informatica.
La scuola, che si trova nella caserma intitolata al Capitano Giordano Leone, ufficialmente è stata costituita nel 1952 ed è stata fondamentale nello sviluppo delle capacità tecnologiche delle Forze Armate italiane.

## Storia
Durante la Seconda Guerra Mondiale, la mancanza di comunicazioni efficienti tra i reparti militari, a causa delle differenze nelle tecniche utilizzate e nella formazione del personale delle varie Forze Armate, ha reso necessaria la successiva istituzione di una Scuola di Telecomunicazioni interforze. Tuttavia, la creazione di un unico istituto formativo sembrava difficile da attuare, a causa della mancanza di una legislazione che unificasse le norme di reclutamento, stato e avanzamento di ciascuna Forza Armata. Per superare questo problema, nel 1950 venne stabilita la progressiva creazione di una "Scuola Unica Operatori Radio Telegrafisti delle 3 Forze Armate" (SUORT). La sede per la nuova scuola fu individuata, il 1º aprile 1951, a Caperana, frazione del comune di Chiavari, e all'inizio del 1952 iniziarono i corsi di formazione per gli insegnanti e il resto del personale. La fondazione ufficiale della Scuola risale al 16 maggio 1952, quando assunse l'attuale nome di "Scuola Telecomunicazioni Forze Armate".
Nel 1961, in occasione del decimo anniversario della Scuola, il Capo dello Stato, su proposta del Ministro della Difesa, le conferì la "Bandiera di Istituto" e il motto "TRINAE MILITIAE UNA VOX". Questo motto rappresentava perfettamente la vocazione interforze della Scuola e simboleggiava l'unità dello strumento militare. Nel 2003, con l'ingresso dell'Arma dei Carabinieri come quarta Forza Armata, lo Stato Maggiore della Marina ha autorizzato l'adozione del nuovo motto "UNA VIS UNA VOX", che significa "una forza, una voce".
Negli anni, la scuola ha continuato a evolversi per mantenere il passo con i più recenti sviluppi nel settore delle telecomunicazioni e per garantire che i suoi programmi di studio fossero sempre attuali e pertinenti alle esigenze di sicurezza nazionale, ampliando il suo piano formativo per includere anche l'informatica e le tecnologie connesse. Nel corso degli anni, la scuola ha continuato a investire nella formazione dei suoi docenti e nell'acquisizione di attrezzature tecnologicamente avanzate. Gli studenti della scuola vengono addestrati su una vasta gamma di competenze, tra cui la gestione dei sistemi di comunicazione, la manutenzione delle attrezzature, l'installazione e la configurazione di reti di telecomunicazioni e molto altro ancora.
Oggi STELMILIT offre una vasta gamma di corsi, che vanno dalla formazione di base ai corsi avanzati, e i programmi di studio comprendono l'utilizzo di apparecchiature e sistemi di telecomunicazioni, la gestione delle reti, la sicurezza informatica e la protezione dei dati sensibili. Il personale della scuola spesso lavora a stretto contatto con le principali aziende del settore, per garantire che i suoi programmi di formazione siano in linea con esigenze in continua evoluzione.
Tale istituto è stato fondamentale per lo sviluppo delle capacità tecnologiche delle Forze Armate italiane, contribuendo a plasmare militari altamente specializzati e pronti a far fronte alle moderne sfide connesse alla sicurezza nazionale. La scuola è anche impegnata in molte attività di ricerca e sviluppo nel settore delle telecomunicazioni, contribuendo così al continuo miglioramento delle infrastrutture di telecomunicazioni in Italia.